# Chiesa di Santa Maria dell'Olmo (Castelmezzano)
La chiesa di Santa Maria dell'Olmo è la parrocchiale di Castelmezzano, in provincia di Potenza e arcidiocesi di Acerenza; fa parte della zona pastorale Basentana.

## Storia
Presumibilmente la chiesa venne fondata nel XIII secolo, pur non essendovi certezza al riguardo; è attestata nella relazione della visita pastorale del 1544 del vescovo di Matera e Acerenza Giovanni Michele Saraceni, nella quale si legge che aveva il titolo di "chiesa maggiore".
Poco dopo la metà del XIX secolo l'edificio fu oggetto di un intervento di ampliamento e di rimaneggiamento che riguardò specialmente le cappelle laterali e il coro.
L'evento sismico del 16 dicembre 1857 provocò dei danni alle coperture della chiesa, le quali dovettero essere pertanto ripristinate.
Alla fine dell'Ottocento la parrocchiale venne nuovamente interessata da un rifacimento, in occasione del quale vennero modificate soprattutto la navata centrale, la sagrestia e la torre campanaria.
All'inizio del secolo successivo la chiesa fu abbellita con altari marmorei e con la posa del nuovo pavimento, realizzati grazie ai fondi messi a disposizione da alcuni fedeli emigrati oltreoceano.
Il terremoto dell'Irpinia del 1980 arrecò alla struttura numerosi danni, che furono sanati grazie a un restauro conclusosi nel 1990, in occasione del quale si procedette anche all'adeguamento liturgico secondo le norme postconciliari mediante l'aggiunta dell'ambone e dell'altare rivolto verso l'assemblea.

## Descrizione

### Esterno
La facciata a capanna della chiesa, rivolta a oriente, presenta centralmente il portale d'ingresso, sormontato dall'architrave e da una piccola raffigurazione della Vergine Maria, due finestre a tutto sesto e una nicchia ospitante un ritratto di San Rocco, mentre ai lati si aprono due oculi; il prospetto è inoltre scandito da quattro lesene sorreggenti la trabeazione sopra la quale si imposta il tetto.
Annesso alla parrocchiale è il campanile a base quadrata, la cui cella presenta su ogni lato una monofora ed è coronata dalla guglia piramidale.

### Interno

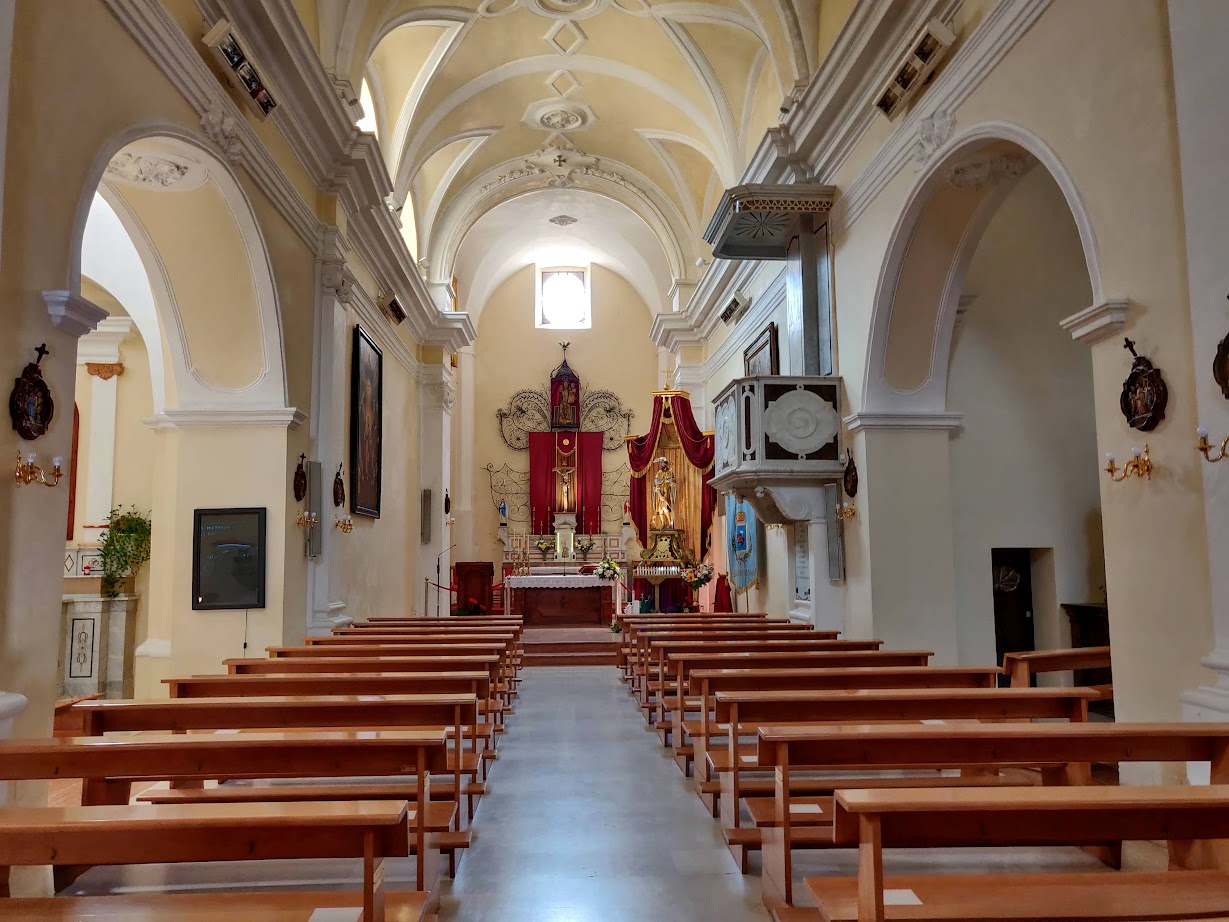
L'interno

L'interno dell'edificio è suddiviso da pilastri sorreggenti degli archi a tutto sesto in tre navate, di cui le laterali più corte e la centrale scandita da lesene sopra le quali corre la trabeazione modanata e aggettante su cui si imposta la volta di copertura; al termine dell'aula si sviluppa il presbiterio, rialzato di alcuni gradini, voltato a botte e chiuso dalla parete di fondo piatta.
Qui sono conservate diverse opere di pregio, tra le quali le due pale ritraenti rispettivamente la Madonna delle Grazie con due Santi Domenicani e la Sacra Famiglia, eseguito nel Seicento da Girolamo Bresciano, e la statua lignea della Madonna col Bambino, intagliata nel XIV secolo.